# Ken Kercheval
Ken Kercheval (Wolcottville, 15 luglio 1935 – Clinton, 21 aprile 2019) è stato un attore statunitense.

## Carriera
Kercheval fece il suo esordio nel mondo dello spettacolo nel 1962, interpretando per anni diversi singoli episodi di fortunate serie televisive.
Dopo essere apparso nel film Quinto potere (1976) di Sidney Lumet, arrivò per lui la fama mondiale quando venne scelto per il ruolo di Cliff Barnes, rivale in affari e in amore di J.R Ewing (Larry Hagman), nel serial Dallas (1978-1991), che gli permise di vincere il Soap Opera Digest Awards come miglior attore.
Nonostante il lungo impegno con la soap e i relativi spin-off, riuscì a interpretare ruoli anche in altri noti telefilm quali Starsky & Hutch, Hotel, La signora in giallo e Un detective in corsia.
Si sposò tre volte ed ebbe sette figli. 
Nel 2019, l'anno della sua morte, apparve nel film Surviving in L.A., scritto, diretto e interpretato da Abbi Lake O'Neill. L'attore morì di polmonite dopo una pluridecennale lotta contro un cancro: già nel 1993 gli era stata asportata una grossa porzione di polmone.

## Filmografia

### Cinema
- Dolce veleno (1968)
- Cover Me Baby (1970)
- Coniglio, non scappare (1970)
- Squadra speciale (1973)
- Quinto potere (1976)
- La vera storia di Abramo Lincoln (1977)
- F.I.S.T. (1978)
- Corporate Affairs (1990)
- Beretta's Island (1993)
- Un poliziotto sull'isola, regia di Michael Preece (1994)
- Rusty, cane coraggioso (1998)
- Blind Obsession (2001)
- Corrado (2010)
- The Promise (2017)
- Surviving in L.A. (2019)

### Televisione
- La città in controluce (Naked City) - serie TV, 1 episodio  (1962)
- La parola alla difesa (The Defenders) - serie TV, 4 episodi (1962-1965)
- The Nurses – serie TV, episodio 3x29 (1965)
- Le cause dell'avvocato O'Brien (The Trials of O'Brien) - serie TV, 2 episodi (1965-1966)
- Hawk l'indiano (Hawk) – serie TV, episodio 1x02 (1966)
- NET Playhouse - serie TV, 1 episodio (1966)
- An Enemy of the People - film TV (1966)
- The Secret Storm - serie TV, 5 episodi (1968)
- The Coming Asunder of Jimmy Bright - film TV (1971)
- Aspettando il domani (Search for Tomorrow) - serie TV, 1 episodio (1972)
- Get Christie Love! - serie TV, 1 episodio (1974)
- La scomparsa del volo 412 - film TV (1974)
- How to Survive a Marriage - serie TV, 1 episodio (1975)
- Beacon Hill - serie TV, 1 episodio (1975)
- The Adams Chronicles - miniserie TV, 2 episodi (1976)
- Judge Horton and the Scottsboro Boys - film TV (1976)
- Professione medico (Rafferty) - serie TV, 1 episodio (1977)
- In casa Lawrence (Family) - serie TV, 1 episodio (1978)
- Kojak - serie TV, 4 episodi (1973-1978)
- Il cane infernale - film TV (1978)
- CHiPs - serie TV, 1 episodio (1978)
- Tradimenti - film TV (1979)
- Starsky & Hutch - serie TV, 3 episodi (1979)
- Walking Through the Fire - film TV (1979)
- Boomer cane intelligente (Here's Boomer) - serie TV, 1 episodio (1980)
- Trapper John (Trapper John, M.D.) - serie TV, 1 episodio (1981)
- La storia di Patricia Neal - film TV (1981)
- The Demon Murder Case - film TV (1983)
- Calamity Jane - film TV (1984)
- Love Boat (The Love Boat) - serie TV, 2 episodi (1981-1984)
- Glitter - serie TV, 1 episodio (1985)
- Hotel - serie TV, 2 episodi (1983-1986)
- You Are the Jury - serie TV, 1 episodio (1986)
- Mike Hammer investigatore privato (Mike Hammer) - serie TV, 1 episodio (1987)
- Matlock - serie TV, 1 episodio (1987)
- Autostop per il cielo (Highway to Heaven) - serie TV, 1 episodio (1988)
- Perry Mason: Una ragazza intraprendente - film TV (1990)
- Dallas - serie TV, 342 episodi (1978-1991)
- I segreti di Suzanne - film TV (1991)
- I Still Dream of Jeannie - film TV (1991)
- Diagnosi di un delitto - film TV (1992)
- Avvocati a Los Angeles (L.A. Law) - serie TV, 1 episodio (1992)
- La signora in giallo (Murder, She Wrote) - serie TV, episodio 8x20 (1992)
- Belle e pericolose - serie TV, 1 episodio (1992)
- L'ispettore Tibbs (In the Heat of the Night) - serie TV, 1 episodio (1993)
- Tre donne in pericolo - film TV (1993)
- Cuori al Golden Palace - serie TV, 1 episodio (1993)
- Walker Texas Ranger - serie TV, 1 episodio (1993)
- Lovejoy - serie TV, 1 episodio (1993)
- La legge di Burke (Burke's Law) - serie TV, 1 episodio (1994)
- Perry Mason: Dietro la facciata - film TV (1994)
- Ritorno a Dallas - film TV (1996)
- Dallas - La guerra degli Ewing - film TV (1998)
- E.R. - Medici in prima linea (ER) - serie TV, 1 episodio (1998)
- Un detective in corsia (Diagnosis: Murder) - serie TV, 4 episodi (1993-2000)
- Crossing Jordan - serie TV, 2 episodi (2002-2006)
- Dallas - serie TV, 16 episodi (2012-2014)

## Doppiatori italiani
Nelle versioni in italiano delle opere in cui ha recitato, Ken Kercheval è stato doppiato da:
- Guido De Salvi in Dallas (2ª voce), La signora in giallo, Ritorno a Dallas
- Paolo Poiret in Starsky & Hutch
- Gianni Giuliano in F.I.S.T
- Luigi Diberti in Dallas (1ª voce)
- Romano Malaspina in Un poliziotto sull'isola
- Bruno Alessandro in Dallas  (2012)